# 弓矢八幡
弓矢八幡（ゆみやはちまん）は日本の神道系の宗教の一つ。文部科学大臣所轄単位宗教法人である。
本宮は和歌山県西牟婁郡白浜町大古。
現在の教主は林丈嗣。
京都伏見山の近辺にも道場を持つ。
林家は熊野水軍を司るものの末裔であるとしている。

## 教主
- 初代 : 林 アサ
- 二代 : 林 馨
- 三代 : 林 丈嗣